# SOCOM: Confrontation
SOCOM U.S. Navy SEALs: Confrontation (anche conosciuto come SOCOM: Confrontation) è un videogioco d'azione sparatutto in terza persona sviluppato da Slant Six Games e pubblicato da Sony Computer Entertainment, in esclusiva per PlayStation 3. Il gioco è stato pubblicato il 14 ottobre 2008 su Blu-ray Disc e su PlayStation Network in Nord America, e nei primi mesi del 2009 in Europa. Il gioco è il quinto titolo della serie ed è il primo per PlayStation 3.
Il 28 gennaio 2014 sono stati chiusi i server necessari al comparto multigiocatore online, rendendo di fatto inutilizzabile il gioco, in quanto privo di modalità offline.

## Multigiocatore
Il gioco è simile ai precedenti della serie. SOCOM: Confrontation è incentrato unicamente sul gioco online. Il giocatore ha la scelta di decidere il proprio equipaggiamento, a partire da una serie di kit predefiniti, e può personalizzare la propria arma con diverse impugnature, mirini e silenziatori. Inoltre, il gioco è caratterizzato dalla presenza di numerose forze speciali provenienti da tutto il mondo: US Navy SEAL, UK Special Air Service (SAS), Kommando Spezialkräfte (KSK) della Germania, Unidad de Operaciones Especiales (UOE) della Spagna, e 1er Régiment Parachutiste d'Infanterie de Marine (1er RPIMa) della Francia, e tramite DLC, i COMSUBIN della marina militare Italiana.
Il comparto multiplayer per 32 giocatori conta 11 mappe (5 disponibili tramite DLC) e 7 modalità di gioco. Fanno ritorno, ridimensionate per l'occasione, tre mappe classiche della serie: Crossroads, Desert Glory e Frostfire. Le quattro nuove mappe incluse dal lancio, ambientate in Nordafrica, comprendono Urban Wastelands, Quarantine, Kasbah e Fallen. A differenza dei capitoli precedenti le mappe sono state notevolmente rimpicciolite, per via della volontà degli sviluppatori di ottenere un ritmo d'azione più ravvicinato e "intimo".
Fanno ritorno molte modalità di gioco classiche della serie, e in generale il titolo comprende le seguenti modalità:
- Soppressione: classico deathmatch a squadre, dove il team che è morto di meno al termine del round si aggiudica la partita.
- Eliminazione: le squadre devono impegnarsi a uccidere tutti i componenti della fazione avversaria.
- Estrazione: le forze speciali sono incaricate di recuperare ed estrarre una serie di ostaggi, mentre i mercenari devono impedirglielo.
- Demolizione: le forze speciali devono piazzare una carica di C4 per distruggere l'avamposto dei mercenari, che devono impedire che ciò avvenga.
- Breccia: variante più complessa di Demolizione. Le forze speciali devono utilizzare delle cariche di C4 per far esplodere tutti i cancelli della fortezza dei mercenari. Una volta fatto ciò, devono riuscire piazzare un'ultima carica, entro il tempo limite, per distruggere il complesso stesso.
- Controllo: le squadre si contendono dei punti neutrali sparsi sulla mappa. Al termine della partita, viene premiata la squadra col maggior numero di punti conquistati.
- Scorta: le forze speciali devono recuperare una serie di VIP che vengono generati casualmente sulla mappa. I mercenari devono intercettare gli avversari e uccidere i VIP prima che vengano scortati in punti sicuri.

## Sviluppo
SOCOM: Confrontation è stato annunciato ufficialmente da Sony Computer Entertainment America il 17 maggio 2007 al Games' Day dal presidente di SCEA, Scott Steinberg.
È stato anche annunciato che lo sviluppo del gioco è stato affidato a Slant Six Games. Il sito indica che l'uscita del gioco è stata programmata per il 16 settembre 2008. Comunque, il direttore dello svuiluppo di SCEA, Seth Luisi, ha annunciato che il gioco avrebbe potuto essere rimandato di un paio di mesi per "offrire una possibile esperienza dell'online".
Alla pubblicazione del titolo è stata sollevata una forte critica da parte dell'utenza, in quanto il gioco mancava di numerose caratteristiche che erano state in precedenza pubblicizzate, o perfino elencate sulla confezione.

## Accoglienza
Il gioco ha ricevuto perlopiù critiche negative. I giudizi negativi sono stati principalmente attribuiti ai numerosi bug, lag e crash del sistema, e le numerose caratteristiche mancanti e inizialmente pubblicizzate, tra le quali il supporto al 1080p, il sistema di ranking, trofei (aggiunti in seguito), e modalità annunciate e mai pubblicate, o arrivate a mesi dall'uscita originale. L'aggregatore di recensioni Metacritic ha dato al titolo un voto di 63/100 su 64 recensioni; la rivista GameSpot 65/100; IGN lo ha inserito nella propria lista di giochi brutti, e gli ha affibbiato un voto di 4.5/10.